# Карденьйоса
Карденьйоса (ісп. Cardeñosa) — муніципалітет в Іспанії, у складі автономної спільноти Кастилія-і-Леон, у провінції Авіла. Населення — 525 осіб (2010).
Муніципалітет розташований на відстані близько 95 км на північний захід від Мадрида, 10 км на північ від Авіли.

## Демографія
Динаміка населення (INE ):